# Souren Abrahamian
Pour les articles homonymes, voir Abrahamian.
Souren Abrahamian est un homme politique arménien. Il est membre du parti républicain d'Arménie.
Avant d'avoir été ministre de l'intérieur, il fut maire d'Erevan, la capitale de l'Arménie, de 1998 à 1999.